# Rudholms kakelfabrik
Rudholms kakelfabrik var en svensk keramiktillverkare i Norrköping, verksam mellan 1866 och 1914.
Rudholms kakelfabrik grundades av Johan Z. Rudholm som tidigare drivit verkstäder i bland annat Göteborg och Västerås för tillverkning av i första hand kakelugnar. 1888 tog han in adoptivsonen John Rudholm i firman och 1900 övertar denne verksamheten. Vid sekelskiftet 1900 hade fabriken sin storhetsperiod med som mest ett 30-tal anställda, och flera kända arkitekter anlitades som formgivare. Därefter minskade dock produktionen och 1914 lades verksamheten ned.